# Psalm 144

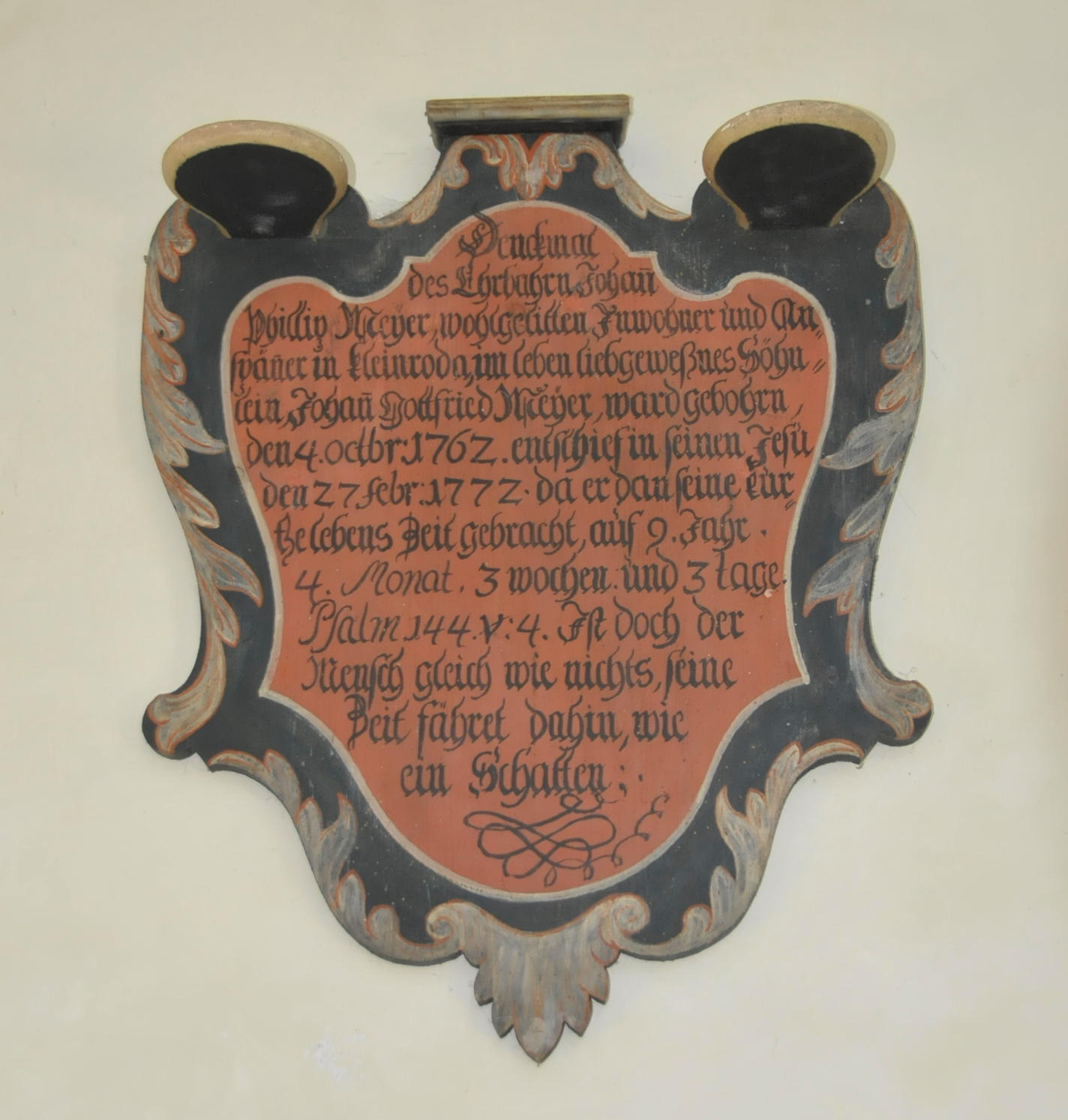
Der 4. Vers des Psalms auf einer Gedenktafel in der Klosterkirche Donndorf, 1772

Der 144. Psalm ist ein Psalm Davids und gehört zum fünften und letzten Buchs des Psalters.

## Inhalt
Zunächst lobt der Psalmbeter Gott (Vers 1–2) und bringt seine Erstaunen darüber zum Ausdruck, dass Gott sich der Menschen annimmt, obwohl diese eigentlich vergänglich und klein sind (Vers 3–4). Anschließend bittet er um das Eingreifen und die Hilfe Gottes (Vers 5–8) und verkündigt wie er Gott loben will (Vers 9–11). Zum Schluss bittet er um Wohlstand für das Volk (Vers 12–14) und erinnert daran, dass es dem Volk gut ergeht, das den HERRN als Gott hat (Vers 15).
Der Psalm weist einige inhaltliche Parallelen zu Psalm 18, einem anderen Davidpsalm, auf. So nimmt beispielsweise der 1. Vers Psalm 18,35  auf und der 10. Vers hat Ähnlichkeiten mit Psalm 18,51 .

## Rezeption
Heinrich Schütz legt seiner Fassung in den Psalmen Davids (SWV 249) die Nachdichtung des Becker-Psalters zugrunde.